# 브루나이의 종교
2021년 브루나이 인구 조사에 따른 종교별 인구
브루나이의 종교 중에 수니파 이슬람교가 우세적이다. 2021년 인구 조사에 따르면, 브루나이 인구의 82.1%가 무슬림이었다. 그렇지만 다른 종교들도 브루나이에 상당한 기반을 두고 있는데 기독교인들이 전체 인구의 8.7%이고 나머지 7.8%는 불교도들이다. 남은 5%는 토착 신앙을 포함한 여러 종교들로 이뤄져 있다.

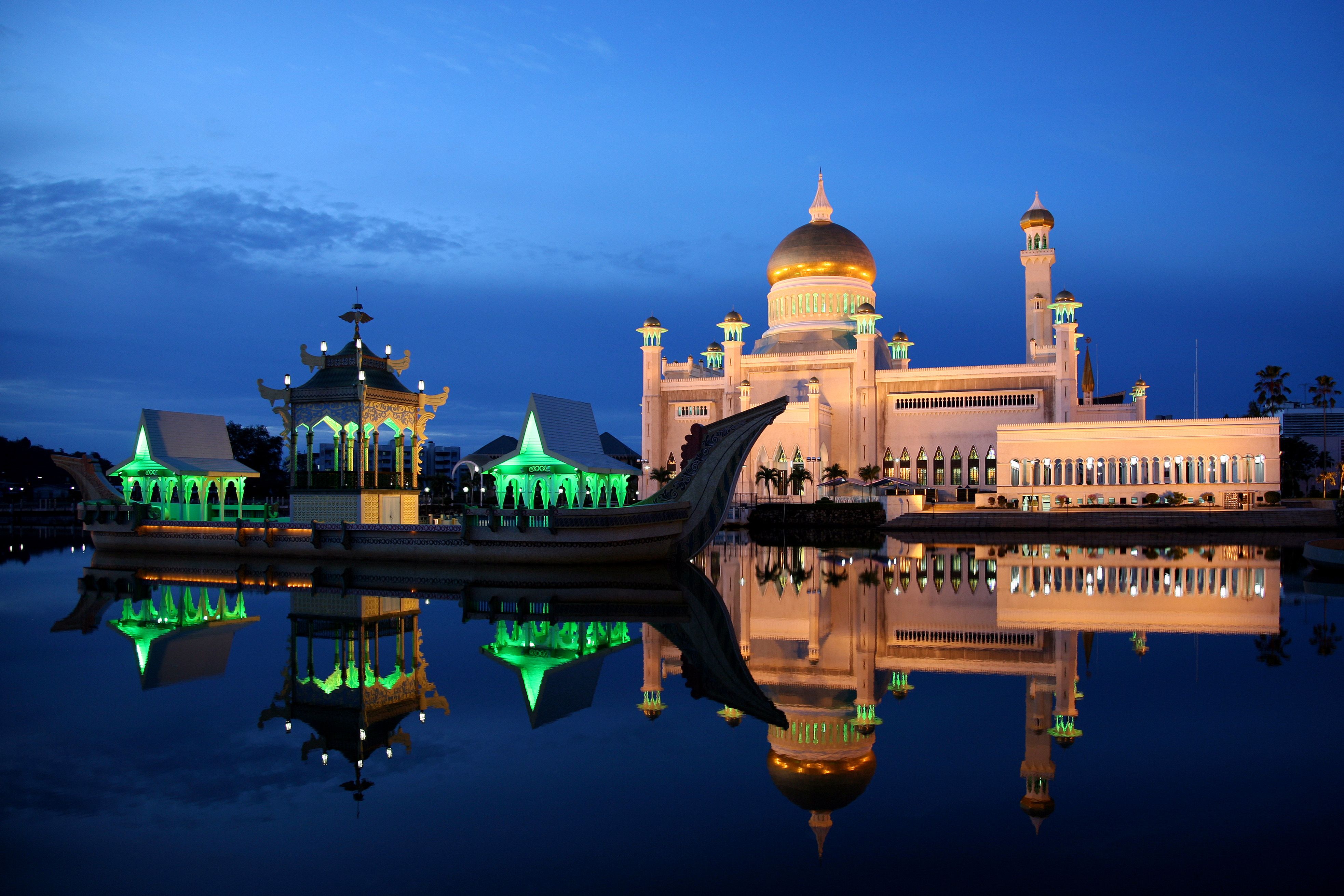
술탄 오마르 알리 사이푸딘 모스크의 야경

이슬람교가 브루나이의 국교이기는 하나 종교의 자유가 보장되어 있다. 그렇지만 이 자유는 몇 가지 경우에 있어 제한되어 있다. 사적으로 자신들의 종교를 따를 권리는 브루나이의 과다한 종교적 배경에 따라 주어진 것이다. 더욱이, 춘절, 성탄절, 베사카, 가와이 다약 등 일부 비이슬람교 축일들이 인정받고 있다. 그렇지만 이 권리들은 제한되어 있는데, 중국계, 기독계, 사립학교 등에서 종교 교육이 통제되어 있고, 어떠한 종류의 비이슬람 종교 물건들을 반포하는 행위는 불법으로 간주되며 엄중히 금지되어 있으며 2014년 샤리아 형법 조를 기반으로 만일 발각될 경우에 재판을 거치지 않고 즉시 사형에 처할 수 있고 관련 물건들은 압수된다.
브루나이의 마드합은 수니파의 샤피이파이다. 브루나이의 대부분의 이슬람교도는 마찬가지로 샤피이파를 따르며, 샤피이파는 브루나이 법률에 있어 주요 법원(法源)이다. 그럼에도, 술탄의 인가를 통해 브루나이의 입법자들은 다른 수니파의 법학파들의 피끄흐를 참조할 수도 있다.
브루나이에서, 이슬람교도들은 다른 종교로 개종을 원할 경우에는 최소한 14세 7개월이 되어야만 한다. 미성년자는 부모가 이슬람교로 개종할 경우에 자동적으로 무슬림이 된다.
| 종교     | 1981년 인구조사 | 1981년 인구조사 | 1991년 인구조사 | 1991년 인구조사 | 2001년 인구조사 | 2001년 인구조사 | 2011년 인구조사 | 2011년 인구조사 | 2016년 인구조사 | 2016년 인구조사 |
| 종교     | 신도 수         | 비율            | 신도 수         | 비율            | 신도 수         | 비율            | 신도 수         | 비율            | 신도 수         | 비율            |
| -------- | --------------- | --------------- | --------------- | --------------- | --------------- | --------------- | --------------- | --------------- | --------------- | --------------- |
| 이슬람교 | 122,269명       | 63.4%           | 174,973명       | 67.2%           | 249,822명       | 75%             | 309,962명       | 78.8%           | 337,391명       | 80.9%           |
| 불교     | 27,063명        | 14.1%           | 33,387명        | 12.8%           | 28,480명        | 8.6%            | 30,814명        | 7.8%            | 29,495명        | 7%              |
| 기독교   | 18,767명        | 9.7%            | 25,994명        | 10%             | 31,291명        | 9.4%            | 34,176명        | 8.7%            | 29,510명        | 7.1%            |
| 그 외    | 24,733명        | 12.8%           | 26,128명        | 10%             | 23,251명        | 7%              | 18,420명        | 4.7%            | 20,860명        | 5%              |
| 합계:    | 192,832명       | 100%            | 260,482명       | 100%            | 332,844명       | 100%            | 393,272명       | 100%            | 417,256명       | 100%            |

| 인종       | 이슬람교 | 불교                                                           | 기독교                                                         | 토속 종교 / 그 외                                              |
| ---------- | -------- | -------------------------------------------------------------- | -------------------------------------------------------------- | -------------------------------------------------------------- |
| 말레이계   | 100%     | N/A ('브루나이 법률에 따르면 모든 말레이계인들은 무슬림이다.') | N/A ('브루나이 법률에 따르면 모든 말레이계인들은 무슬림이다.') | N/A ('브루나이 법률에 따르면 모든 말레이계인들은 무슬림이다.') |
| 중국계     | 14%      | 65%                                                            | 20%                                                            | 1%                                                             |
| 토착계     | 50%      | N/A                                                            | 15%                                                            | 35%                                                            |
| 비시민권자 | 50%      | 15%                                                            | 33%                                                            | 2%                                                             |
| 합계:      | 78.8%    | 7.8%                                                           | 8.7%                                                           | 4.7%                                                           |

## 같이 보기
- 브루나이의 힌두교
- 브루나이의 기독교
- 브루나이의 불교
- 브루나이의 이슬람교
- 브루나이의 종교의 자유